# علي بدريسي
علي بدريسي  هو رجل سياسي جزائري من مواليد 1951م في ولاية تيزي وزو.

## مسار الحياة
وُلِدَ علي بدريسي في قرية «تاقمونت الجديد» (بخط التيفيناغ: ⵜⴳⵓⴻⵎoⵓⵏⵜ ⴻⵍ ⴷⵊⴻⴷⵉⴷ) ضمن جبال جرجرة خلال العام 1951م بالقرب من مدينتي بني دوالة وواضية في منطقة القبائل.
وتلقى تعليمه الأولي في قريته وكذلك في مدينة واضية أثناء ثورة التحرير الجزائرية.
انتقل بعد استقلال الجزائر مع عائلته للسكن في مدينة الجزائر وهو لم يتعد 11 عاما من العمر.
وبعد عودة أبيه من فرنسا حيث كان مجاهدا في فيديرالية جبهة التحرير الوطني في فرنسا بعد أن أمضى مدة سجنه في مخيم لارزاك (بالفرنسية: Camp du Larzac)‏، نجح علي بدريسي في التسجيل لمواصلة تعليمه في مدينة الجزائر.

## المسار الدراسي
اجتاز علي بدريسي امتحان التعليم الابتدائي في «مدرسة البرتقال» ببئر خادم.
واستمر بعد ذلك لمدة أربعة أعوام في مزاولة تعليمه المتوسط في «متوسطة التعليم العام» ببئر خادم.
ثم انتقل في العام 1969م إلى ثانوية الأمير عبد القادر في باب الوادي لمواصلة دراسته الثانوية إلى غاية حصوله على شهادة البكالوريا في العام 1972م.
فالتحق خلال العام 1972م بالمدرسة الوطنية للإدارة لإكمال دراسته الجامعية.
وتخرج بدريسي في العام 1976م من المدرسة الوطنية للإدارة في الجزائر بعد أربع سنوات من الدراسة الجامعية · .
وبعد أداء الخدمة العسكرية من 1976م إلى 1978م في ولاية تمنراست، بدأ مساره المهني كموظف في الإدارة المحلية الجزائرية.

## المسار المهني
| رقم | المنصب                | البداية         | النهاية         |
| --- | --------------------- | --------------- | --------------- |
| 01  | والي في ولاية الوادي  | 2 نوفمبر1993م   | 12 جويلية 1997م |
| 02  | والي في ولاية وهران   | 12 جويلية 1997م | 22 أوت 1999م    |
| 03  | والي في ولاية بومرداس | 22 أوت 1999م    | 7 ماي 2008م     |
| 04  | والي في ولاية بجاية   | 7 ماي 2008م     | 30 سبتمبر 2010م |
| 05  | والي في ولاية جيجل    | 30 سبتمبر 2010م | 22 جويلية 2015م |

## المؤلفات
يُعتبر بدريسي من الكتاب والمؤلفين الجزائريين، وقد قام بنشر العديد من المؤلفات منها:
- 2011م: ديوان شعر «أزهار النار» (بالفرنسية: Fleurs de feu)‏، منشورات ألفا (بالفرنسية: Editions Alpha)‏.[18][19]
- 2011م: مجموعة قصصية «دفتر مشاعر» (بالفرنسية: Carnet d'émotions)‏، منشورات ألفا (بالفرنسية: Editions Alpha)‏.[20][21]
- 2012م: رواية «مَنْفِيُّو الْحُبِّ» (بالفرنسية: Les Exilés de l'amour)‏، منشورات ألفا (بالفرنسية: Editions Alpha)‏.[22][23]
- 2014م: ديوان شعر «الروح في النجوم» (بالفرنسية: L'Esprit dans les étoiles)‏، منشورات إيديليفر (بالفرنسية: Editions Edilivre)‏[24][25]
- 2016م: رواية «شريفة أو قَسَمُ الرجال الأحرار» (بالفرنسية: Cherifa ou le Serment des hommes libres)‏، منشورات القصبة (بالفرنسية: Editions Casbah)‏[26][27] · .[28][29]

## الهوايات
يستمتع بدريسي بالسفر إلى كل بقاع العالم، خاصة الشرق الأوسط وأوروبا. وقد سمحت له هذه الأسفار بتوسيع رؤيته للحياة ولإدارة الأقاليم بما ساهم في نجاحه أثناء تقلده مناصب الإدارة المحلية في الجزائر إلى غاية تقاعده بعد 22 عاما من شغله منصب والي جمهورية في الجزائر. كما أن اطلاعه على ثقافات الشعوب وآدابهم عمقت حبه للأدب والشعر والتأليف ليُقاسم ثقافته الجزائرية مع الثقافات الأخرى.

## مواضيع ذات صلة
- قائمة أعلام الجزائريين
- قائمة الولاة في الجزائر
- وزارة الداخلية الجزائرية
- سياسة الجزائر
- منطقة القبائل
- اتحاد الكتاب الجزائريين
- ثقافة جزائرية